# Olivier Chastel
Olivier Chastel (Luik, 22 november 1964) is een Belgische liberale politicus. Hij was minister en van oktober 2014 tot februari 2019 partijvoorzitter van de MR.

## Biografie
Na zijn middelbare studies aan het Athénée Royal van Charleroi, behaalde Olivier Chastel in 1987 het diploma van licentiaat in de farmaceutische wetenschappen aan de Université Libre de Bruxelles. Vervolgens werkte hij enkele jaren als assistent-onderzoeker op de dienst Analytische Scheikunde van het Farmaceutisch Instituut van de ULB en daarna werd hij specialist Kwaliteitsbewaking en later diensthoofd bij de analyselaboratoria "Quality Assistance" in Thuin. Ook was hij als expert-consultant verbonden aan verschillende onderzoekslaboratoria.
Aangetrokken door de politiek sloot Chastel zich aan bij de PRL, die in 2002 herdoopt werd tot de MR. Hij begon zijn politieke carrière als gemeenteraadslid van Charleroi, een functie die hij sinds 1993 uitoefent. Van oktober 1998 tot juni 1999 zetelde hij dan in het Waals Parlement en van het Parlement van de Franse Gemeenschap ter opvolging van de ontslagnemende Etienne Knoops. Bij de verkiezingen van juni 1999 trok hij de PRL-lijst voor de Kamer van volksvertegenwoordigers in het arrondissement Charleroi-Thuin. Hij werd verkozen met 12.000 voorkeurstemmen en in de legislatuur 1999-2003 zetelde hij in de Kamercommissie Infrastructuur, Verkeer en Overheidsbedrijven. Hij was ook een actief lid van de Sabena-commissie en de voorzitter van de commissie Verzoekschriften.
Bij de verkiezingen van 2003 werd Chastel voor de kieskring Henegouwen herkozen in de Kamer en kreeg hij meer dan 22.000 voorkeurstemmen achter zijn naam. Vervolgens werd hij ondervoorzitter van de Kamer. Op 17 februari 2004 volgde hij Daniel Ducarme op als minister van Kunsten, Letteren en Media in de Franse Gemeenschapsregering, waardoor hij zich moest laten vervangen in de Kamer. Na het aflopen van dit ministerschap op 19 juli datzelfde jaar nam Chastel zijn functies als Kamerlid en ondervoorzitter van de Kamer opnieuw op. In november 2004 werd hij tevens voorzitter van de MR-federatie van de provincie Henegouwen, wat hij bleef tot in 2014. Van 2006 tot 2007 was hij eveneens schepen in Charleroi, bevoegd voor economische zaken, handel, tewerkstelling en sociale economie. Van 2012 tot 2014 was hij nogmaals schepen, bevoegd voor leefmilieu, netheid en dierenwelzijn. Door zijn ministerfuncties oefende hij deze functie echter uitsluitend titelvoerend uit. 
In 2007 werd hij opnieuw herkozen als volksvertegenwoordiger, ditmaal met meer dan 67.000 voorkeurstemmen achter zijn naam en daarmee haalde hij na Didier Reynders het tweede hoogste voorkeurstemmenaantal van de MR-kandidaten bij die verkiezingen. Wegens dit hoge aantal voorkeurstemmen werd hij op 20 maart 2008 benoemd tot staatssecretaris van Europese Zaken in de Regering-Leterme I en later in de Regeringen-Van Rompuy en -Leterme II, een functie waarin hij onder andere het Belgische voorzitterschap van de Europese Unie in 2010 moest voorbereiden. Bij de Europese verkiezingen van 2009 stond hij op de derde plaats op de MR-lijst. Chastel werd weliswaar niet verkozen, maar haalde toch 74.000 voorkeurstemmen.
Ook in 2010 en 2014 werd hij herkozen als Kamerlid, een functie die hij uiteindelijk bleef uitoefenen tot in 2019. In februari 2011 volgde hij Charles Michel, de nieuwe partijvoorzitter van de MR, op als minister van Ontwikkelingssamenwerking, belast met Europese Zaken. In december 2011 werd hij in de Regering-Di Rupo minister van Begroting en Administratieve Vereenvoudiging, wat hij bleef tot in oktober 2014.
In oktober 2014 werd hij waarnemend partijvoorzitter van MR, als opvolger van Charles Michel, die eerste minister werd. In december 2014 werd hij verkozen als effectief partijvoorzitter. In februari 2019 nam Chastel ontslag uit deze functie. Hij was namelijk aangesteld als MR-lijsttrekker bij de Europese lijsttrekker en wilde zich concentreren op de verkiezingscampagne. Charles Michel volgde hem op. Hij werd met 123.000 voorkeurstemmen verkozen in het Europees Parlement, waar hij ondervoorzitter werd van de Begrotingscommissie. Bij de Europese verkiezingen van juni 2024 stond Chastel op de tweede plaats van de MR-lijst en werd hij met ruim 72.000 voorkeurstemmen herkozen in het Europees Parlement.

## Persoonlijk
Chastel is getrouwd en vader van twee kinderen.

## Onderscheidingen
Olivier Chastel is :
- Ridder in de Leopoldsorde (België) sinds juni 2007 (KB van 05-06-2007)
- Ridder in de Orde van het Kruis van Terra Mariana van de Republiek Estland sinds juni 2008
- Commandeur in de Orde van Leopold II sinds juni 2010 (KB van 06-06-2010)
- Commandeurskruis met Ster in de Orde van Verdienste van de Republiek Hongarije sinds september 2011
- Grootkruis Commandeur in de Orde van Burgerlijke Verdiensten van het Koninkrijk Spanje sinds september 2011